# Leonel Fernández
Leonel Fernández Reyna (Santo Domingo, 26 dicembre 1953) è un politico, avvocato, scrittore e docente dominicano, esponente del Partito della Liberazione Dominicana, è stato presidente della Repubblica Dominicana dal 16 agosto 1996 al 16 agosto 2000 e poi nuovamente in carica per altri due mandati dal 16 agosto 2004 al 16 agosto 2012.
Dal 2016 fino 2020 è stato presidente della Fondazione Unione Europea - America Latina e Caraibica (Fondazione EU-LAC)..

## Biografia
Leonel Fernández, figlio di José Antonio Fernández Collado e Yolanda Reyna Romero, è nato il 26 dicembre 1953 a San Carlos, un popoloso quartiere di Santo Domingo nella Repubblica Dominicana ed è cresciuto a Villa Juana, altro quartiere popoloso. Nel 1962 Fernández emigrò negli Stati Uniti dove fece il liceo a New York. Quindi iniziò a studiare giurisprudenza presso l'Università Autonoma di Santo Domingo dove nel 1973 aderì al Partito della Liberazione Dominicana (PLD). Nei suoi primi anni di università fece parte del movimento studentesco degli anni '70, ricoprendo infine la carica di segretario generale dell'Associazione studentesca della Facoltà di Scienze dell'Università Santo Domingo (UASD), partecipando attivamente alle manifestazioni di protesta.
Nel 1978, Fernández si laureò in Giurisprudenza magna cum laude, cosa che gli valse il premio J. Humberto Ducoudray. Fernández è stato professore presso l'Universidad Autónoma de Santo Domingo e la Facoltà Latinoamericana di Scienze Sociali (FLACSO), nelle aree di sociologia della comunicazione, diritto della stampa e relazioni internazionali.

## Vita privata
A metà degli anni '80, Fernández sposò Rocío Domínguez dalla quale ebbe due figli: Nicole (nata nel 1987) e Omar Leonel Fernández (nato nel 1991), deputato della Repubblica Dominicana dal 2020. La coppia ha divorziato nel 1996.  Nel febbraio 2003, Fernández sposò l'avvocato Margarita Cedeño, collaboratrice del suo primo governo (1996-2000), e dalla quale ebbe Yolanda América (nata nel settembre 2003). La coppia ha divorziato nel 2022.